# فرودگاه دیویس (اورگان)
فرودگاه دیویس (اورگان) (به انگلیسی: Davis Airport (Oregon)) یک فرودگاه همگانی است که یک باند فرود چمن دارد و طول باند آن ۵۹۱ متر است. این فرودگاه در شهر گیتس، اورگن کشور ایالات متحده آمریکا قرار دارد و در ارتفاع ۳۱۳ متری از سطح دریا واقع شده‌است.